# Делія Шерман

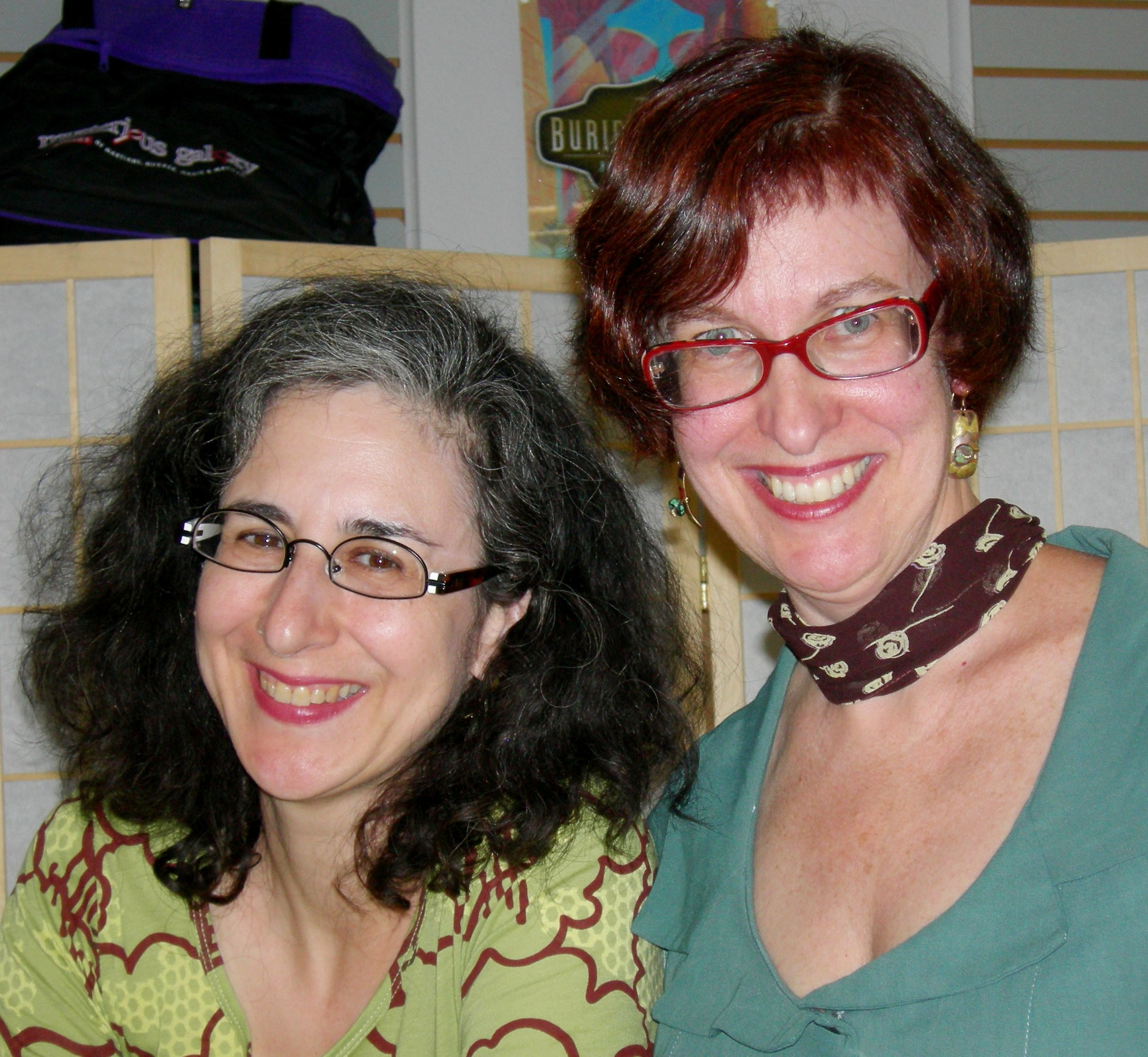
Делія Шерман та Еллен Кушнер (зліва), 2007

Делія Шерман (англ. Delia Sherman, нар. 1951, Токіо, Японія) — американська письменниця-романістка та редакторка у жанрі фентезі. Викладачка. Її романи «Порцелянова голубка» (англ. The Porcelain Dove) та «Лабіринт свободи» (англ. The Freedom Maze) отримали Міфопоетичну премію (1994, 2012).

## Біографія
Корделія Кароліна Шерман народилася 1951 року в Токіо, Японія. Навчалася у школі Чапін, що в Нью-Йорку. 1972 року здобула ступінь бакалавра мистецтв у Вассар-коледжі, а ступінь магістра мистецтв (1975) та ступінь доктора філософії (1981) здобула у Браунському університеті.
У 1978—1987 та 1989—1992 роках працювала лекторкою в Бостонському університеті. У 1988—1989 також працювала літературною критикинею. У 1996—2004 роках займала посаду редакторки-консультантки у видавництві фантастики Tor Books. З 1993 року займається діяльністю письменниці, лекторки та викладачки.
Живе у Нью-Йорку зі своєю дружиною та інколи співавторкою Еллен Кушнер, з якою вони зіграли весілля у 1996 році та офіційно одружилися 2004 року в Бостоні.

### Романи
- 1988 — «Крізь мідне дзеркало» (англ. Through a Brazen Mirror)
- 1994 — «Порцелянова голубка» (англ. The Porcelain Dove)
- 2002 — «Падіння королів» (англ. The Fall of the Kings) у співавторстві з Еллен Кушнер
- 2006 — «Підмінена дитина» (англ. Changeling)
- 2009 — «Чарівне дзеркало королеви-русалки» (англ. The Magic Mirror of the Mermaid Queen)
- 2011 — «Лабіринт свободи» (англ. The Freedom Maze)
- 2016 — «Злий чарівник Смоллбон» (англ. The Evil Wizard Smallbone)

### Збірки
- 2015 — «Молода жінка у садку та інші історії» (англ. Young Woman in a Garden and Other Stories)

## Нагороди та номінації
- 1989 — Фіналіст премії Джона В. Кемпбелла найкращому новому письменнику-фантасту за роман «Крізь мідне дзеркало»
- 1994 — Міфопоетична премія за роман «Порцелянова голубка»
- 1994 — Номінація на премію «Локус» за найкращий фентезійний роман за роман «Порцелянова голубка»
- 1998 — Номінація на Всесвітню премію фентезі за найкращу повість за «Падіння королів» з Еллен Кушнер
- 2000 — Номінація на Всесвітню премію фентезі за найкращий твір короткої форми за «Рубін „Парват“»
- 2003 — Номінація на премію «Локус» за найкращий фентезійний роман за «Падіння королів» з Еллен Кушнер
- 2012 — Міфопоетична премія за роман «Лабіринт свободи»
- 2012 — Премія «Прометей» за роман «Лабіринт свободи»[9]
- 2012 — Премія імені Андре Нортон за роман «Лабіринт свободи»
- 2012 — Номінація на премію «Локус» за найкращу підліткову книгу за роман «Лабіринт свободи»
- 2017 — Номінація на премію імені Андре Нортон за роман «Злий чарівник Смоллбон»
- 2017 — Номінація на премію «Локус» за найкращу підліткову книгу за роман «Злий чарівник Смоллбон»